# La Reine des pommes (film)
Pour les articles homonymes, voir La Reine des pommes.
Pour plus de détails, voir Fiche technique et Distribution.
La Reine des pommes est le titre du premier long métrage réalisé par Valérie Donzelli, sorti en février 2010.

## Synopsis
Adèle se fait quitter par Mathieu. Dévastée, elle ne veut plus que mourir. Rachel, sa cousine, décide de l'aider et lui conseille de coucher avec d'autres hommes afin de tourner la page.

## Fiche technique
- Titre : La Reine des pommes
- Réalisation : Valérie Donzelli
- Scénario : Valérie Donzelli, Jérémie Elkaïm, Dorothée Sebbagh
- Production : Jérôme Dopffer
- Costumes : Elisabeth Méhu et Valérie Donzelli
- Photographie : Céline Bozon, Sébastien Buchmann, Claire Mathon
- Montage : Pauline Gaillard
- Musique : Valérie Donzelli, Nicolas Errèra Benjamin Biolay
- Genre : comédie dramatique, musical
- Société de production : Balthazar Productions avec le soutien du CNC
- Sociétés de distribution : Shellac Distribution (France), Film Movement (États-Unis) et Only Hearts Company (Japon)
- Budget : 470 000€[1]
- Box-office France : 29 090 entrées[2]
- Format : couleur, 1.33:1
- Lieu de tournage : New York, Paris
- Langue : français, espagnol
- Durée : 84 minutes
- Genre : comédie dramatique, musical
- Sortie :  France : 24 février 2010

## Distribution
- Valérie Donzelli : Adèle
- Jérémie Elkaïm : Mathieu/Pierre/Paul/Jacques
- Béatrice de Staël : Rachel
- Laure Marsac : la Femme au téléphone
- Lucia Sanchez : la Voisine
- Vanessa Seward : Gladys
- Gilles Marchand : le Vigile
- Dominik Moll : le Jogger
- Benoit Carré : le Fou
- Serge Bozon : le Médecin
- Étienne Kerber : le Vrai Pierre
- Philippe Barassat : Le narrateur
- Stratis Vouyoucas : L'homme au Vélib
- Jérôme Dopffer : Le flasher
- Dante Hoerman : Enfant 1
- Gabriel Elkaïm : Enfant 2
- Marius Serieys : Enfant 3
- Sébastien Buchmann : L'homme à la glace
- Nadia Turincev : La caissière